# 山桂花
山桂花（学名：Bennettiodendron leprosipes），为大风子科山桂花属下的一个植物物种。